# 亚苄基丙酮三羰基铁
亚苄基丙酮三羰基铁是一种有机铁化合物，化学式为(C6H5CH=CHC(O)CH3)Fe(CO)3，可简写为(bda)Fe(CO)3，这种红色固体是Fe(CO)3单元的转移试剂。
它可由Fe2(CO)9和亚苄基丙酮反应制得。它可以和路易斯碱形成加合物，反应过程中bda配体不会被取代。

## 延伸阅读
- Alcock, N. W.; Richards, C. J.; Thomas, S. E. . Organometallics. 1991, 10: 231–238. doi:10.1021/om00047a054.